# Adam Müller
Adam Heinrich Müller (Berlino, 30 giugno 1779 – Vienna, 17 gennaio 1829) è stato uno scrittore, economista, filosofo, critico letterario, economista politico, scienziato politico e filosofo politico tedesco.
I suoi scritti vennero apprezzati agli inizi del XX secolo.

## Biografia
Dopo aver studiato all'Università Georg-August di Gottinga, viaggiò in tutta Europa e alla fine si convertì il 30 aprile 1805 alla fede cattolica (prima era protestante) Negli anni successivi visse a Dresda, dove svolse l'attività di tutore per diversi nobili fra cui quelli appartenenti alla famiglia della Sassonia-Weimar.
In seguito, nel 1808, con l'aiuto di Heinrich von Kleist fondò il mensile Phoebus (originale Phöbus). Poi, dopo alcuni viaggi, iniziò una forte amicizia con Clemente Maria Hofbauer.
Nel 1815 fu tra i rappresentanti dell'Impero austriaco al Congresso di Vienna.
Fu uno degli esponenti del “romanticismo politico”.

## Opere
- Die Lehre vom Gegensatz, 1804
- Vorlesungen über die deutsche Wissenschaft und Literatur  1806,
- Von der Idee der Schönheit 1809
- Die Elemente der Staatskunst  1809
- Über König Friedrich II. und die Natur, Würde und Bestimmung der preußischen Monarchie, 1810
- Die Theorie der Staatshaushaltung und ihre Forschritte in Deutschland und England seit Adam Smith 1812
- Vermischte Schriften über Staat, Philosophie und Kunst (2 vols., Vienna, 1812; 2nd ed., 1817)
- Versuch einer neuen Theorie des Geldes, mit besonderer Rücksicht auf Großbritannien (Leipzig, 1816)
- Zwölf Reden über die Beredsamkeit und deren Verfall in Deutschland, 1817
- Die Fortschritte der nationalökonomischen Wissenschaft in England, 1817
- Von der Notwendigkeit einer theologischen Grundlage der gesamten Staatswissenschaften und der Staatswirtschaft insbesondere  1820
- Die Gewerbe-Polizei in Beziehung auf den Landbau,  1824
- Vorschlag zu einem historischen Ferien-Cursus  1829